# Erle C. Kenton
Erle C. Kenton (1 de agosto de 1896 – 28 de janeiro de 1980) foi um diretor de cinema norte-americano. Natural de Norborne, Missouri, ele dirigiu 1931 filmes entre 1916 e 1957. Faleceu em Glendale, na Califórnia, com uma idade de 83 anos.

## Filmografia parcial
- Down on the Farm (1920)
- A Small Town Idol (1921)
- A Fool and His Money (1925)
- The Lady Objects (1938)
- Who Done It? (1942)
- It Ain't Hay (1943)
- Hit the Ice (1943) (não creditado)
- House of Frankenstein (1944)
- House of Dracula (1945)
- The Cat Creeps (1946)
- Bob and Sally (1948)
- One Too Many (1950)